# Vokhaïkó
Vokhaïkó (Vochaiko) är en ort i Grekland.   Den ligger i prefekturen Nomós Korinthías och regionen Peloponnesos, i den sydöstra delen av landet, 80 km väster om huvudstaden Aten. Vokhaïkó ligger 43 meter över havet och antalet invånare är 1 020.
Terrängen runt Vokhaïkó är kuperad åt sydväst, men åt nordost är den platt. Havet är nära Vokhaïkó åt nordost. Runt Vokhaïkó är det ganska tätbefolkat, med 90 invånare per kvadratkilometer. Närmaste större samhälle är Korinth, 14,0 km öster om Vokhaïkó. 